# Йожеф Каучар
Йожеф Каучар (фр. Joseph Kaucsar, угор. Kaucsár József 20 вересня 1904 — 1 січня 1986) — французький футболіст угорського походження, що грав на позиції півзахисника, зокрема за «Монпельє» та національну збірну Франції. Також футбольний тренер.

## Клубна кар'єра
Народжений в Австро-Угорщині гравець після Першої світової війни емігрував до Франції, де зокрема з 1925 року почав грати у футбол за команду «Стад Рафаелуа». 
1931 року перейшов до клубу «Монпельє», за який відіграв 9 сезонів до завершення ігрової кар'єри у 1940 році.

## Виступи за збірну
8 квітня 1930 року отримав французьке громадянство. А вже наступного 1931 року дебютував в офіційних матчах у складі національної збірної Франції.
Загалом протягом чотирирічної кар'єри в національній команді провів у її формі 15 матчів.

## Кар'єра тренера
Протягом 1936–1937 років поєднував виступи у складі «Монпельє» з керуванням діями команди на футбольному полі.